# 1993 en Ontario
Chronologie de l'Ontario
- 1989
- 1990
- 1991
- 1992
- 1993
- 1994
- 1995
- 1996
- 1997

Cette page concerne des événements d'actualité qui se sont produits durant l'année 1993 dans la province canadienne de l'Ontario.

## Politique
- Premier ministre :   Bob Rae du parti néo-démocrate de l'Ontario
- Chef de l'Opposition :
- Lieutenant-gouverneur :
- Législature :

## Événements

### Juin
- 20 juin : un glissement de terrain détruit un village abandonné de  Lemieux (en) à la rivière Nation au sud dans les comtés unis de Prescott et Russell.

## Décès
- 15 avril : John Tuzo Wilson, géophysicien et géologue (° 24 octobre 1908).
- 30 avril : Colin Emerson Bennett (en), député fédéral de Grey-Nord (1949-1957) (° 5 mars 1908).
- 30 mai : H. Gordon Barrett, député fédéral de Lincoln (1968-1972) (° 20 août 1915).